# 코번트리 빌딩 소사이어티 아레나
코번트리 빌딩 소사이어티 아레나(Coventry Building Society Arena, 2021년까지 명칭: 리코 아레나/Ricoh Arena)는 잉글랜드 코번트리에 위치한 전좌석 축구 경기장이다. 이 경기장은 현재 코번트리 시티의 홈구장으로 쓰이고 있다.
2012년 런던 하계 올림픽에서 사용된 축구 경기장 가운데 한 곳이다. 국제 올림픽 위원회(IOC)가 경기장 스폰서 계약을 허용하지 않기 때문에 올림픽 기간 동안에는 시티 오브 코번트리 스타디움(City of Coventry Stadium)이라는 이름을 사용했다.